# 遠藤淳のYou've Got a Radio!
遠藤淳のYou've Got a Radio!（えんどうじゅんのゆうがったれでぃお）は、FM OSAKAで放送されているFMラジオ音楽番組である。

## 概要
2014年4月1日放送開始、2017年3月30日放送終了。2005年から9年に亘って放送されたMUSIC COASTERシリーズ（晩期はあつまれ!MUSIC COASTER）を終了し、その後番組としてスタートした。DJの遠藤は、あつまれ!時代から引き続き出演し、一部スタッフも引き継がれている。

## 放送時間
月-木 16:00 - 19:00
祝日も原則として放送されるが、TOKYO FM制作の特別番組等が編成される場合は休止または短縮。
開始から2014年9月までの放送時間は、16:00 - 19:50。2014年10月から2015年9月までの放送時間は、16:00 - 19:20。縮小された19時台後半に箱番組（主にアーティスト番組。早朝や深夜枠の再放送を含む）を編成。2015年10月1日からは、再度放送時間が20分縮小された。

## DJ
- 遠藤淳

MUSIC COASTERが夕方に移った2007年からこの枠を担当し続けている。